# Hszinjü
Hszinjü (egyszerűsített kínai írással: 新余市, pinjin: Xīnyú) prefektúra szintű város Kínában, Csianghszi tartományban. Lakosainak száma 1 202 499 fő (2020).

## Népesség
| 2018 | 1 186 700 |
| 2020 | 1 202 499 |